# 하공
하공(夏恭, ? ~ ?)은 후한 초기의 문장가로, 자는 경공(敬公)이며 양국 몽현(蒙縣) 사람이다.

## 생애
《한시》·《맹씨역》을 익혔고, 제자 천여 명을 가르쳤다.
신나라 말기에 도적이 창궐하여 군현을 노략질하였는데, 하공은 은혜와 신의로 무리를 끌어모아 병력을 동원하여 고향을 굳게 지켰다. 광무제 즉위 후 충성스러움과 용맹함을 인정받아 낭중(郞中)이 되었고, 태산도위로 영전되었다. 임지에서 백성들을 화합시켜 환대받았다.
문장에 능하여 부·송·시·《여학》(勵學) 총 스무 편을 지었고, 벼슬하던 중 마흔아홉 살에 죽었다. 유생들은 선명군(宣明君)을 시호로 올렸다.

## 출전
- 범엽, 《후한서》 권80상 문원열전 上